# 脱獄広島殺人囚
『脱獄広島殺人囚』（だつごくひろしまさつじんしゅう）は、1974年の日本映画。主演：松方弘樹、監督：中島貞夫、製作：東映。

## 解説
殺人罪で41年7ヶ月の刑に服し、7回に及ぶ脱獄を敢行した実在の人物をモデルに、不屈の生命力を支えるあくなき自由への渇望と懲役の実態を切なく可哀しく描いた作品である。「東映実録シリーズ」の一本で、当初のタイトルは『脱獄広島刑務所』であったが、法務省のクレームで変更になった。また広島の防犯連合会が「広島という地名を題名に付けられると、広島が"暴力都市"みたいな印象を与えるので"広島"という題名を外してくれ」とクレームを付けて来たが、「それまで外したら実録にならない」と突っぱねた。時代は昭和20年代を想定しているが、モデルのキャラクターは映画向けに脚色している。本作と映画『暴動島根刑務所』『強盗放火殺人囚』と合わせて「世界最強の脱獄アクター」、「松方弘樹東映脱獄三部作」と評されている。
封切時の映画誌に「松方弘樹の新・実録路線」と紹介され、「東映実録シリーズ」の一本ではあるが、主人公はヤクザではない。
岡田茂東映社長が、『パピヨン』みたいな"脱獄もの"を考えろ」と、中島貞夫に指示し製作がスタート。正月前の捨て週間の公開であったが予想外に大ヒット。岡田社長は"脱獄もの"のシリーズ化をプロデューサーの日下部五朗へ指示し、東映は松方弘樹を次のスターとして大々的に売り込むことになった。二作目『暴動島根刑務所』は集団脱走と暴動をモチーフとし、中島貞夫と美能幸三で網走刑務所や旭川刑務所に出向き、定年退職した元看守に取材したりしたが、そうした事例は日本にはなかったので、『暴動島根刑務所』は実録ではなくフィクションである。

## ストーリー
終戦の混乱期であった昭和22年に植田正之（松方弘樹）は仲間の田上（渡瀬恒彦）と共謀し、横暴を極めていた外国人の闇屋とその女を撲殺。モルヒネ1ポンドを強奪した。2か月後に逮捕された植田は強盗殺人および麻薬法違反で懲役20年の刑を受け、広島刑務所に収監された。すぐに脱獄を計画する植田は、幾度となく逮捕と脱獄を繰り返していく。 

## 製作
岡田から「『パピヨン』みたいな"脱獄もの"を考えろ」と指示された中島貞夫だが、日本で"脱獄もの"ってリアリティがないなと考えていたら、脚本家の野上龍雄が『仁義なき戦い』の美能幸三から「脱獄を繰り返して刑務所に18年いたヤツがいる」と聞き出し、その人物に取材してシナリオを書いた。中島は1人追いのドラマで素材がおもしろい、取材で具体的な話を聞けたことにより、本作をとても気にいっていたが、東映では「何もかも放り込もう」というドラマツルギーがあるので、そのバランスに苦心した。その人物は保護観察下にあったが、内緒で人物の郷里である被差別部落まで連れて行き取材した。その人物から聞いた刑務所内外でのエピソードを中心に話が構成されている。作業場からグリースを盗み尻の穴に塗ってオカマを掘り、両方とも一緒に射精するなどの話は映画にはできなかった。
松方弘樹の起用は、大河ドラマ『勝海舟』（1974年）の脚本家である倉本聰が、主役の渡哲也の病気降板で代役を探していたことが始まりだった。倉本は東京大学文学部の同級生である中島貞夫に「時代劇を背負えるやつが誰かおらんか？」と相談。中島はこの頃仕事に恵まれず、空いていた松方を倉本に推薦。NHKへ行く松方に中島は付き添い、松方の代役が決定すると、中島は「帰ってくる時に（主演）映画を一本用意しておく」と松方に約束したのが本作である。
上記の記述に見られるように中島は、著書や発言で企画や主役抜擢を自身が行ったとよく話す人であるが、中島は1967年に東映を退社しフリーになっており、以降の映画については、東映から雇われる側の監督の立場で、部外者に東映の企画を決定する権限もなければ、主役を抜擢する権限もない。本作の主役は、岡田東映社長が当時、東映に引き抜きを画策していた渡哲也の東映主演第一作として最初にオファーしたもので、渡に断られたため、代役として『勝海舟』と同じく松方が務めることになったもの。1995年に大阪大学で行われた中島と学生との討論会で、中島は自身の企画した映画は（1995年までは）「『くノ一忍法』『893愚連隊』『鉄砲玉の美学』（ATG）『狂った野獣』『瀬降り物語』の5本」と発言している。

## 逸話
- 劇中、韓国人に扮した川谷拓三、室田日出男、志賀勝の三人が牛を捌くシーンがあり[22]、室田はこの芝居で初めて人に誉められ、岡田東映社長に「お前、あれピッタリだったよ」と言われたことが、何より嬉しかったと話している[22]。
- 予告編のBGMには、「ジーンズブルース 明日なき無頼派」の一部が使われている。
- きうちかずひろ著『ビー・バップ・ハイスクール』第5巻（1986年）では、登場人物らが本作について会話する場面が描かれている。
- 2012年、広島刑務所から殺人未遂で収監されていた中国人受刑者が脱獄したことがある。広島刑務所中国人受刑者脱獄事件を参照。

## 出演
- 植田正之：松方弘樹
- 岡田清次郎：若山富三郎
- 末永勇次：梅宮辰夫
- 田上喜代松：渡瀬恒彦
- 和子：大谷直子
- 吉原寛：伊吹吾郎
- 昌代：小泉洋子
- 富松増夫：遠藤太津朗
- 朝井貞造：名和宏
- 金山光一：室田日出男
- 加川政夫：曽根晴美
- 前戸勘次：小松方正
- 南八郎：汐路章
- 掃夫：国一太郎
- 福森多市：野口貴史
- 春代：城恵美
- 北川敏夫：志賀勝
- 神戸の所轄刑事：八名信夫
- 成田勝：有川正治
- 刺青の極道：楠本健二
- 宮辺治：川谷拓三
- 松井保夫：若宮浩二
- 女郎屋の主人：蓑和田良太
- 君子：高木亜紀
- 松坂史郎：川浪公次郎
- 医官：唐沢民賢
- 石切康：秋山勝俊
- 看守：大月正太郎
- 巡視：藤本秀夫
- 巡視：松本泰郎
- 映画館の工員：鳥居敏彦
- 市原豊司：矢野幸男
- 草鹿村の刑事：森源太郎
- 草鹿村の警官：大城泰
- 警官：宮城幸生
- ナレーション：酒井哲
- 看守：波多野博
- 藩主邸の警官：松田利夫
- 弘川悟：鳥巣哲生
- 藩主邸の警官：土橋勇
- 囚人：佐川秀雄、畑中伶一、藤長照夫
- 看守：古閑達則
- 囚人：椿竜二
- 裁判所の警官：泉好太郎
- 堂本武：神山繁
- 今津所長：金子信雄
- 小島助造：西村晃

## スタッフ
- 企画 ： 日下部五朗
- 原案 ： 美能幸三
- 脚本 ： 野上龍雄
- 撮影 ： 赤塚滋
- 照明 ： 北口光二郎
- 録音 ： 荒川輝彦
- 美術 ： 吉村晟
- 音楽 ： 広瀬健次郎
- 編集 ： 神田忠男
- 助監督 ： 依田智臣
- 記録 ： 森村幸子
- 装置 ： 温井弘司
- 装飾 ： 柴田澄臣
- 背景 ： 平松敬一郎
- 美粧 、 結髪： 東和美粧
- スチール ： 木村武司
- 衣裳 ： 豊中健
- 演技事務 ： 森村英次
- 擬斗 ： 三好郁夫
- 進行主任 ： 長岡功
- 監督 ： 中島貞夫